# Športni roman
Športni roman je roman iz športnega okolja, ki ima za temo umetniške ubeseditve nek športni dogodek. V romanih so pogosto opisani nogomet, košarka, smučanje, smučarski skoki, atletika in avtomobilizem.

## Kriteriji za uvrstitev romana v podzvrst športnega romana
Literarno delo mora vsebovati opis nekega športnega dogodka. Ena izmed glavnih značilnosti teh romanov je športna tekmovalnost. Literarne osebe so tekmovalne in željne športnih uspehov. Skozi celotno zgodbo je opaziti športno izrazje. Sprva osebe tekmujejo za lastno zadovoljstvo, nato za svoj klub, kraj in na koncu za narod, s tem pa se veča njihova narodna zavest. Marsikateri šport povezuje človeka z naravo, zato je v športnih romanih narava pomemben člen posameznika. Ključno vlogo pa odigrajo športnikovi vzorniki, saj le-ti spodbudijo posameznika k športni poti. Izraz športni roman je menda prvi zapisal Josip Golob v Slovanskem svetu 1. 11. 1895. dLib

## Zaporedje dogodkov v športnem romanu
- Priprave na športni podvig. Literarne osebe se na začetku pripravlajo na športni podvig, tekmo. Opisani so njihovi treningi in priprave. Obdobje priprav je lahko od romana do romana različno dolgo. Zgodba lahko opisuje večmesečne priprave, ali pa samo zadnjo uro priprav pred tekmo. Hkrati s pripravami pa je opisano tudi psihično počutje posameznika. Pogosto so opisani junakov strah, dvom ali veselje.
- Tekmovanje. V drugem delu avtor natačno opiše tekmo in prigode na tekmi. Ponovno opisuje počutje literarnih oseb.

## Športna mladinska avanturistična proza
V slovenskem literarnem prostoru se je začela razvijati v zadnjih desetih letih. Delimo jo na dve skupini, in sicer prvo, ki opisuje športno utopij, ter drugo, kamor prištevamo realistične športne dogodivščine, glavni motiv pa je vedno vezan na športno aktivnost. Glavne književne osebe so otroci, ki se s športom ukvarjajo ljubiteljsko. V športni avanturistični prozi največkrat najdemo motiv prijateljstva, motiv zmage in motiv ljubezni. Predstavniki te literature so:
- Košarka: Primož Suhadolčan, Košarkar naj bo! (COBISS); Goran Gluvić, Fantje, žoga, punce (COBISS)
- Kolesarstvo: Primož Suhodolčan, Kolesar naj bo! (COBISS)
- Tek: Vitan Mal, Hitro, hitreje (COBISS)
- Nogomet: Goran Gluvić, Brcanje z žogo, Dvojna podaja (COBISS); Ivan Sivec, Zelena kri (COBISS)
- Borilne veščine: Silvester Vogrinec, Karate bojevnik 1: Beli galeb (COBISS), Slovenska Elektra: Bojevnica svetlobe (COBISS), Roža in meč (COBISS)
- Skakalstvo: Ivan Sivec, Netopir brez kril (COBISS)
- Smučanje: Ivan Sivec, Beli mušketir (COBISS)
- Formula: Ivan Sivec, Formula smrti (COBISS)

## Športni romani za odrasle v Sloveniji
- tek na smučeh: Drago Ulaga, Bele zvezde (COBISS)
- borilne veščine: Silvester Vogrinec, Gladiator (COBISS), Karate bojevnik 2: Dvoboj (COBISS), Gladiatorji na preizkušnji (COBISS)
- alpinizem: Anton Ingolič, Pretrgana naveza (COBISS); Tone Svetina, Stena (COBISS); Klement Jug, Stena in smrt (COBISS); Ante Mahkota, Sfinga : zadnja skrivnost triglavske stene (COBISS)
- avtomobilizem: Slavko Savinšek, Zgrešeni cilji (1929) (COBISS)
- motociklizem: Ludvik Starič, Leteči Kranjec (COBISS)
- nogomet: Matjaž Pikalo in David Šalamun, Dvojna podaja: Euro 2008 - Mundial 2010 (COBISS); Matjaž Pikalo, Evropa 2000: Igrivo bojišče narodov (COBISS), Palčica: Slovenska nogometna pravljica - Koreja 2002 (COBISS)
- letalstvo: Ivan Čampa, Poletje šole in ljubezen
- surfanje: Primož Mlačnik: Surferski dnevi (2025)

Biografije uspešnih športnikov nimajo nujno leposlovnega značaja, npr. Esad Babačić, Trdobojec: Zgodba Dejana Zavca v dvanajstih rundah (2010).

## Slovenski športni filmi
- V kraljestvu Zlatoroga, 1931
- Triglavske strmine, 1932
- Srečno, Kekec!, 1963
- Ne joči, Peter, 1964
- Kekčeve ukane, 1968
- Poletje v školjki, 1986
- Čisto pravi gusar, 1987
- Gremo mi po svoje, 2010
- Sfinga, 2011